# K League 1985
Die Super League 1985 war die dritte Spielzeit der höchsten südkoreanischen Fußballliga. Die Liga bestand aus acht Vereinen; sechs Vereine waren Profimannschaften (Hallelujah FC, Yukong Elephants, Daewoo Royals, POSCO Atoms, Lucky-Goldstar Hwangso und Hyundai Horang-i), die anderen zwei (Hanil Bank FC und Sangmu FC) waren Amateure.
Die Liga begann am 13. April und endete am 22. November 1985. Die Saison wurde in drei Runden eingeteilt. Das Punktesystem änderte sich wieder zur 2-Punkte-Regel.

## Teilnehmende Mannschaften
folgende Mannschaften nahmen an der Super League 1985 teil:
| Verein                 | Stadt/Region            | Gründungsjahr | Vereinsart      | Vorjahresplatzierung HR/RR |
| ---------------------- | ----------------------- | ------------- | --------------- | -------------------------- |
| Yukong Elephants       | Seoul                   | 1982          | Profiverein     | Vizemeister                |
| Hallelujah FC          | Gangwon-do              | 1980          | Profiverein     | 4./4. Platz                |
| POSCO Atoms            | Daegu, Gyeongsangbuk-do | 1973          | Profiverein     | 6./3. Platz                |
| Daewoo Royals          | Busan, Gyeongnam        | 1979          | Profiverein     | Meister                    |
| Lucky-Goldstar Hwangso | Chungcheongnam-do       | 1983          | Profiverein     | 5./7. Platz                |
| Hyundai Horang-i       | Incheon, Gyeonggi-do    | 1983          | Profiverein     | 3./2. Platz                |
| Sangmu FC              | keine Heimatstadt/Ort   | 1984          | Halbprofiverein | neu                        |
| Hanil Bank FC          | keine Heimatstadt/Ort   | 1970          | Halbprofiverein | 7./6. Platz                |

## Abschlusstabelle
| Pl. | Verein                 | Sp. | S  | U  | N  | Tore    | Diff. | Punkte |
| --- | ---------------------- | --- | -- | -- | -- | ------- | ----- | ------ |
| 1.  | Lucky-Goldstar Hwangso | 21  | 10 | 7  | 4  | 035:190 | +16   | 27:15  |
| 2.  | POSCO Atoms            | 21  | 9  | 7  | 5  | 025:170 | +8    | 25:17  |
| 3.  | Daewoo Royals (M)      | 21  | 9  | 7  | 5  | 022:160 | +6    | 25:17  |
| 4.  | Hyundai Horang-i       | 21  | 10 | 4  | 7  | 023:210 | +2    | 24:18  |
| 5.  | Yukong Elephants       | 21  | 7  | 5  | 9  | 028:260 | +2    | 19:23  |
| 6.  | Sangmu FC              | 21  | 6  | 7  | 8  | 023:300 | −7    | 19:23  |
| 7.  | Hanil Bank FC          | 21  | 3  | 10 | 8  | 018:300 | −12   | 16:26  |
| 8.  | Hallelujah FC          | 21  | 3  | 7  | 11 | 015:300 | −15   | 13:29  |

| (M) | Amtierender Meister: Daewoo Royals |